# ウォッチャー 不正捜査官たちの真実
『ウォッチャー 不正捜査官たちの真実』（ウォッチャー ふせいそうさかんたちのしんじつ、朝: 왓쳐、英: WATCHER）は、2019年に放送された韓国のテレビドラマ。出演は、ハン・ソッキュ、ソ・ガンジュン、キム・ヒョンジュなど。韓国OCNで2019年7月6日から8月25日まで毎週土・日曜日22:00（KST）から全16話放送された。

## あらすじ
交通課の警察官キム・ヨングン（ソ・ガンジュン）は、信号無視の取締り中に逃走したソン・ビョンギル（チョン・ミンソン）に発砲したことで、広域捜査隊の班長チャン・ヘリョン（ホ・ソンテ）らから厳しい取り調べを受ける。ビョンギルに対するヘリョンらの不審な様子に疑念を抱いたヨングンは、ヘリョンとビョンギル、そしてCH土建会長の関係を探る監察4班の班長ト・チグァン（ハン・ソッキュ）に協力することを決める。そんな中、ヨングンとチグァンは、ビョンギルの入院先に弁護士として現れたハン・テジュ（キム・ヒョンジュ）と再会する。15年前にヨングンの母が殺害された事件で、父ジェミョンを逮捕したのがチグァン、事件を担当した検事がテジュであった。不正捜査チームのメンバーとなった3人は、それぞれの目的のもとで、警察内部の不正を追っていく。

## 登場人物

### 主要人物
ト・チグァン
演 - ハン・ソッキュ
セヤン地方警察庁監察4班班長。警察の腐敗を憎み、不正捜査チームを立ち上げる。15年前、ヨングンの母を殺害した容疑で、ヨングンの父ジェミョンを逮捕した。
キム・ヨングン
演 - ソ・ガンジュン
セヤン南部署交通課巡警。チグァン率いる不正捜査チームに加わる。15年前、母の殺害現場を目撃した。
ハン・テジュ
演 - キム・ヒョンジュ
元検事の弁護士。不正捜査チームの非公式顧問。15年前、検事としてヨングンの母の事件を担当した。

### その他の人物
チャン・ヘリョン
演 - ホ・ソンテ
広域捜査隊のエース班長。
チョ・スヨン
演 - パク・ジュヒ
元現場鑑識班。監察4班に配属され、不正捜査チームに加わる。
パク・ジヌ
演 - チュ・ジンモ
セヤン地方警察庁次長。
ヨム・ドンスク
演 - キム・スジン
セヤン地方警察庁庁長。
ソン・ビョンギル
演 - チョン・ミンソン
元CH土建社員。
キム・ジェミョン
演 - アン・ギルガン
ヨングンの父。元警察官で、現在は服役中。

## オリジナルサウンドトラック

### パート1
| #         | タイトル           | 作詞                       | 作曲・編曲           | アーティスト | 時間 |
| --------- | ------------------ | -------------------------- | -------------------- | ------------ | ---- |
| 1.        | 「Horizon」        | Choi Jeong-in Kim Tae-sung | Choi Jeong-in POPKID | ハ・ジン     | 3:10 |
| 2.        | 「Horizon」(Inst.) |                            | Choi Jeong-in POPKID |              | 3:10 |
| 合計時間: | 合計時間:          | 合計時間:                  | 6:20                 |              |      |

### パート2
| #         | タイトル            | 作詞      | 作曲・編曲                   | アーティスト | 時間 |
| --------- | ------------------- | --------- | ---------------------------- | ------------ | ---- |
| 1.        | 「Watchin'」        | nafla     | Kim Tae-sung Curtis F Nathan | nafla        | 3:15 |
| 2.        | 「Watchin'」(Inst.) |           | Kim Tae-sung Curtis F Nathan |              | 3:15 |
| 合計時間: | 合計時間:           | 合計時間: | 6:30                         |              |      |

### パート3
| #         | タイトル          | 作詞        | 作曲・編曲                       | アーティスト | 時間 |
| --------- | ----------------- | ----------- | -------------------------------- | ------------ | ---- |
| 1.        | 「Blurry」        | Naiv Jayins | Park Geun-cheol Jung Su-min RUNY | Elli K       | 3:18 |
| 2.        | 「Blurry」(Inst.) |             | Park Geun-cheol Jung Su-min RUNY |              | 3:18 |
| 合計時間: | 合計時間:         | 合計時間:   | 6:36                             |              |      |

### パート4
| #         | タイトル                 | 作詞      | 作曲・編曲    | アーティスト | 時間 |
| --------- | ------------------------ | --------- | ------------- | ------------ | ---- |
| 1.        | 「Outsider」(아웃사이더) | Ha Mel-li | Lee Sang-hoon | イ・スンヨル | 4:01 |
| 2.        | 「Outsider」(Inst.)      |           | Lee Sang-hoon |              | 4:01 |
| 合計時間: | 合計時間:                | 合計時間: | 8:02          |              |      |

## 視聴率
| 1 | 2019年7月6日  | 2.993% | 3.576% |
| 2 | 2019年7月7日  | 4.493% | 5.306% |
| 3 | 2019年7月13日 | 3.665% | 4.130% |
| 4 | 2019年7月14日 | 4.549% | 5.223% |
| 5 | 2019年7月20日 | 3.646% | 4.071% |
| 6 | 2019年7月21日 | 5.405% | 6.198% |
| 7 | 2019年7月27日 | 3.738% | 4.336% |
| 8 | 2019年7月28日 | 5.066% | 5.687% |
| 9 | 2019年8月3日  | 3.348% | 3.895% |
| 10 | 2019年8月4日  | 5.076% | 6.044% |
| 11 | 2019年8月10日 | 3.477% | 3.797% |
| 12 | 2019年8月11日 | 6.094% | 6.567% |
| 13 | 2019年8月17日 | 4.156% | 4.367% |
| 14 | 2019年8月18日 | 5.520% | 6.029% |
| 15 | 2019年8月24日 | 4.960% | 5.346% |
| 16 | 2019年8月25日 | 6.585% | 7.198% |
| 平均 | 平均          | 4.548% | 5.111% |
| - 上の表において、青字は最低視聴率、赤字は最高視聴率を表す。 - 本作は、通常、地上波放送（KBS、SBS、MBC、EBS）と比べて視聴者数の少ない、有料ケーブルチャンネルで放送された。 |               |        |        |